# Imposto sobre vendas
Imposto sobre vendas é um imposto pago a um órgão governamental pela venda de certos bens e serviços. Normalmente, as leis permitem que o vendedor colete fundos para o imposto do consumidor no momento da compra.
Quando um imposto sobre bens ou serviços é pago a um órgão governamental diretamente por um consumidor, geralmente é chamado de imposto de uso . Muitas vezes, as leis prevêem a isenção de certos bens ou serviços do imposto sobre vendas e uso, como alimentação, educação e medicamentos. Um imposto sobre valor agregado (IVA) cobrado sobre bens e serviços está relacionado a um imposto sobre vendas. Consulte Comparação com imposto sobre vendas para obter as principais diferenças.

## Tipos

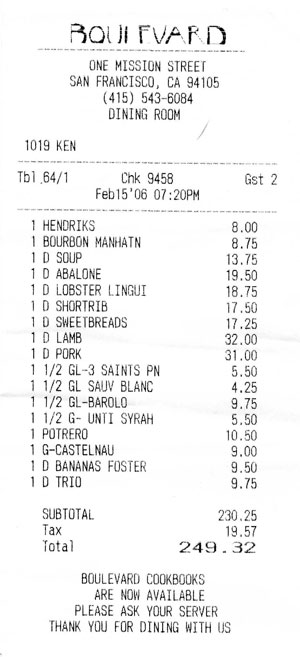
Recibo da caixa registradora mostrando o imposto sobre vendas de 8,5%

O imposto sobre vendas convencional ou no varejo é cobrado sobre a venda de um bem ao seu usuário final e é cobrado toda vez que o item é vendido no varejo. As vendas para empresas que posteriormente revendem as mercadorias não são cobradas do imposto. Um comprador que não é um usuário final geralmente recebe um "certificado de revenda" pela autoridade tributária e é obrigado a fornecer o certificado (ou seu número de identificação) a um vendedor no ponto de compra, juntamente com uma declaração de que o item é para revenda. O imposto é cobrado de outra forma sobre cada item vendido a compradores sem tal certificado e que estejam sob a jurisdição da autoridade tributária.
Outros tipos de impostos sobre vendas ou impostos semelhantes:
- Imposto sobre vendas de fabricantes, um imposto sobre vendas de bens pessoais tangíveis por fabricantes e produtores
- Imposto sobre vendas por atacado, um imposto sobre vendas por atacado de bens pessoais tangíveis quando em uma forma empacotada e rotulada pronta para envio ou entrega a usuários finais e consumidores
- Imposto sobre vendas a varejo, um imposto sobre vendas de varejo de bens pessoais tangíveis para consumidores finais e usuários industriais[3]
- Impostos sobre receitas brutas, cobrados sobre todas as vendas de uma empresa. Eles foram criticados por seu efeito "em cascata" ou "pirâmide", no qual um item é tributado mais de uma vez à medida que passa da produção até a venda final no varejo.[4]
- Impostos especiais de consumo, aplicados a uma gama restrita de produtos, como gasolina ou álcool, geralmente impostos ao produtor ou atacadista e não ao vendedor varejista.[5]
- Imposto de uso, cobrado diretamente ao consumidor de bens adquiridos sem imposto sobre vendas, geralmente itens comprados de um fornecedor que não está sob a jurisdição da autoridade tributária (como um fornecedor em outro estado). Os impostos de uso são comumente impostos pelos estados com um imposto sobre vendas, mas geralmente são aplicados apenas para itens grandes, como automóveis e barcos.[6]
- Imposto sobre o faturamento de títulos, um imposto sobre o comércio de títulos.[7]
- Imposto sobre o valor acrescentado (IVA), em que incide imposto sobre todas as vendas, evitando assim a necessidade de um sistema de certificados de revenda. A cascata de impostos é evitada aplicando o imposto apenas à diferença ("valor agregado") entre o preço pago pelo primeiro comprador e o preço pago por cada comprador subsequente do mesmo item.[8]
- FairTax, um imposto federal sobre vendas proposto, destinado a substituir o imposto de renda federal dos EUA.[9]
- Imposto sobre o faturamento, semelhante a um imposto sobre vendas, mas aplicado a bens intermediários e possivelmente de capital como um imposto indireto.[10]

A maioria dos países do mundo tem impostos sobre vendas ou impostos sobre valor agregado em todos ou em vários níveis de governo nacional, estadual, municipal ou municipal. Os países da Europa Ocidental, especialmente na Escandinávia, têm alguns dos impostos de valor agregado mais altos do mundo. Noruega, Dinamarca e Suécia têm IVAs mais altos em 25%, Hungria tem o mais alto em 27% embora taxas reduzidas sejam usadas em alguns casos, como para mantimentos, arte, livros e jornais.
Em algumas jurisdições dos Estados Unidos, existem vários níveis de governo que impõem um imposto sobre vendas. Por exemplo, o imposto sobre vendas no Condado de Cook, Illinois, é de 10,25%, consistindo em 6,25% no estado, 1,25% na cidade, 1,75% no condado e 1% na autoridade de transporte regional. Chicago também tem o imposto Metropolitan Pier and Exposition Authority sobre alimentos e bebidas de 1% (o que significa que comer fora é tributado em 11,25%).
Para Baton Rouge, Louisiana, o imposto é de 9,45%, que é 4,45% estadual e 5% local. Em Los Angeles é 9,5%, que é 7,25% estadual e 2,25% do condado.
Na Califórnia, os impostos sobre vendas são compostos por vários impostos estaduais, municipais e municipais. O imposto estadual é "imposto a todos os varejistas" pelo "privilégio de vender bens pessoais tangíveis no varejo". A rigor, apenas o varejista é responsável pelo pagamento do imposto; quando um retalhista adiciona este imposto ao preço de compra, o consumidor está apenas a reembolsar o retalhista por acordo contratual. Quando os consumidores compram mercadorias de fora do estado (nesse caso, o vendedor não deve imposto à Califórnia), o consumidor é obrigado a pagar um "imposto de uso" idêntico ao imposto sobre vendas. O imposto de uso é cobrado sobre o "armazenamento, uso ou outro consumo neste estado de propriedade pessoal tangível". Os consumidores são responsáveis por declarar essas compras no mesmo arquivamento do imposto de renda estadual anual, mas é raro que o façam. Uma exceção é a compra de automóveis fora do estado. Em seguida, o imposto de uso é cobrado pelo estado como parte do registro do veículo na Califórnia.
A tendência é que os impostos sobre vendas convencionais sejam substituídos por impostos sobre valor agregado de base mais ampla. Os impostos sobre valor agregado representam cerca de 20% da receita tributária mundial e foram adotados por mais de 140 países. Os Estados Unidos são agora um dos poucos países a reter impostos convencionais sobre vendas.

## Comércio eletrônico
O imposto sobre vendas sobre compradores on-line funciona de maneira diferente. Geralmente, existem quatro tipos de comércio eletrônico: intermediários, varejo, business to business e mídia, todos afetados pela resposta do consumidor ao imposto sobre vendas. No entanto, embora tecnicamente os consumidores devam pagar um imposto sobre vendas quando se trata de transações transnacionais, a praticidade de aplicá-lo é impossível. Como resultado, as lojas de varejo on-line tiveram uma vantagem distinta, pois não precisam cobrar um imposto sobre vendas. Isso levou muitos economistas a examinar a sensibilidade do consumidor quando se trata de impostos sobre vendas. Enquanto alguns pesquisadores concluíram uma alta elasticidade da probabilidade de compra on-line em relação ao imposto sobre vendas, cerca de 2,3, enquanto outros encontraram números menores de cerca de 0,5, o que significa que a aplicação de um imposto sobre vendas on-line teria efeitos insignificantes nas vendas agregadas.

## Efeitos
Economistas da Organização para a Cooperação e Desenvolvimento Econômico estudaram os efeitos de vários tipos de impostos sobre o crescimento econômico de nações desenvolvidas dentro da OCDE e descobriram que os impostos sobre vendas são um dos impostos menos prejudiciais ao crescimento.
Como a alíquota de um imposto sobre vendas não muda com base na renda ou riqueza de uma pessoa, os impostos sobre vendas são geralmente considerados regressivos . No entanto, foi sugerido que qualquer efeito regressivo de um imposto sobre vendas poderia ser mitigado, por exemplo, excluindo o aluguel ou isentando itens "necessários", como alimentos, roupas e medicamentos. A Investopedia define um imposto regressivo como "[um] imposto que retira uma porcentagem maior de pessoas de baixa renda do que de pessoas de alta renda. Um imposto regressivo é geralmente um imposto que é aplicado uniformemente. Isso significa que atinge mais os indivíduos de baixa renda".

### Efeitos nas economias locais
Impostos sobre vendas mais altos demonstraram ter muitos efeitos diferentes nas economias locais. Com impostos mais altos, mais consumidores estão começando a reconsiderar onde compram, de acordo com um estudo realizado em Minnesota e Wisconsin, onde o imposto sobre vendas de cigarros foi aumentado. Os efeitos do aumento do imposto sobre vendas não foram mostrados imediatamente nas vendas, mas cerca de seis meses após o aumento dos impostos. Os altos impostos sobre vendas podem ser usados para aliviar os impostos sobre a propriedade, mas somente quando os impostos sobre a propriedade são reduzidos posteriormente. Estudos que mostraram essa correlação foram realizados na Geórgia por cidades que aumentaram os impostos sobre vendas e reduziram os impostos sobre a propriedade. Para combater a perda de vendas, uma cidade deve ser capaz de importar consumidores para comprar mercadorias localmente. Se os impostos sobre vendas locais forem muito altos, os consumidores viajarão para outras áreas para comprar mercadorias.

### Aplicação de imposto sobre vendas remotas
Nos Estados Unidos, cada estado com uma lei de imposto sobre vendas tem um componente de imposto de uso nessa lei que se aplica a compras de fora do estado por correspondência, catálogo e fornecedores de comércio eletrônico, uma categoria também conhecida como "vendas remotas". Como as vendas de e-commerce cresceram nos últimos anos, o descumprimento do imposto de uso teve um impacto crescente nas receitas estaduais. O Escritório de Orçamento do Congresso estimou que os impostos de uso não cobrados sobre vendas remotas em 2003 poderiam chegar a 20,4 bilhões de dólares. O imposto de uso não cobrado sobre vendas remotas foi projetado para chegar a 54,8 bilhões de dólares em 2011.
A aplicação do imposto sobre vendas remotas, no entanto, é difícil. A menos que o vendedor tenha um local físico, ou nexo, dentro de um estado, o vendedor não pode ser obrigado a recolher impostos para aquele estado. Essa limitação foi definida como parte da Cláusula de Comércio Dormente pela Suprema Corte na decisão de 1967 sobre National Bellas Hess v. Illinois. Uma tentativa de exigir que um fornecedor de comércio eletrônico de Delaware coletasse o imposto de Dakota do Norte foi anulada pelo tribunal na decisão de 1992 sobre Quill Corp. v. Dakota do Norte. Vários observadores e comentaristas defenderam, até agora sem sucesso, a adoção pelo Congresso desse teste de nexo de presença física.
O Internet Tax Freedom Act de 1998 estabeleceu uma comissão para estudar a possibilidade de tributação da internet, mas a comissão não fez nenhuma recomendação formal. Em um relatório publicado em 2003, o Escritório de Orçamento do Congresso alertou para o ônus econômico de uma "multiplicidade de sistemas tributários, particularmente para empresas menores".
Em um esforço para reduzir o ônus do cumprimento das leis tributárias de várias jurisdições, o Projeto Simplificado de Imposto sobre Vendas foi organizado em março de 2000. Esforços cooperativos neste projeto por 44 governos estaduais e o Distrito de Columbia eventualmente produziram o Acordo Simplificado de Imposto sobre Vendas e Uso em 2010. Este acordo estabelece os padrões necessários para leis de imposto sobre vendas simplificadas e uniformes. Em dezembro de 2010, 24 estados haviam aprovado legislação em conformidade com o acordo. Se o Imposto sobre Vendas Simplificado pode realmente ser aplicado a vendas remotas, em última análise, depende do apoio do Congresso, porque a decisão do caso de 1992 Quill v. Dakota do Norte determinou que apenas o Congresso dos EUA tem autoridade para decretar impostos interestaduais.

### Efeito do comércio eletrônico
Os negócios de comércio eletrônico também podem ser afetados pelos impostos sobre o consumo. Ele pode ser separado em quatro categorias: varejo. intermediários, business-to-business e mídia (Goldfarb 2008). Essas categorias foram afetadas em graus variados. Os intermediários foram afetados pelo imposto sobre vendas no varejo, uma vez que fornece plataformas para transições entre diferentes partes (como o mercado Amazon). As transações Business-to-Business serão colocadas em circunstâncias diferentes se o caso for tributado nos EUA. Os produtos de comércio eletrônico geralmente não são tributados da mesma forma, especialmente nas estatísticas dos EUA. Diferentes estados têm seu próprio regulamento de impostos sobre vendas, por exemplo, alguns estados usam sua lei padrão de impostos sobre vendas para bens digitais e alguns estados têm leis específicas para eles. É difícil aplicar os impostos sobre o comércio eletrônico, especialmente para bens digitais que são comercializados em diferentes países.
O efeito que um imposto sobre vendas tem sobre o comportamento do consumidor e do produtor é bastante grande. A elasticidade-preço da demanda por produtos online é alta, o que significa que os consumidores são sensíveis ao preço e sua demanda mudará significativamente com pequenas mudanças no preço. Isso significa que a carga tributária recai principalmente sobre o produtor. Para evitar alterar a demanda, o produtor evitará o imposto, se possível, transferindo seus centros de atendimento para áreas sem um imposto sobre vendas alto ou internalizará o custo do imposto sobre vendas cobrando dos consumidores o mesmo preço, mas pagando o imposto com seus lucros.